# Sajones de Transilvania
Los sajones de Transilvania (en alemán: Siebenbürger Sachsen o Siebenbürgensachsen; en húngaro: Erdélyi szászok; en rumano: Saşi) son alemanes étnicos que se asentaron en Transilvania (en alemán: Siebenbürgen, pronunciación: /ˌziːbn̩ˈbʏʁɡn̩/ⓘ) desde el siglo XII en adelante. 
La colonización alemana de Transilvania comenzó con el rey Géza II de Hungría (1141-1162). Durante muchas décadas, la tarea principal de los pobladores alemanes fue defender la frontera sudeste del Reino de Hungría. La colonización continuó hasta el final del siglo XIII. A pesar de que los colonos en su mayoría vinieron desde el Sacro Imperio Romano Germánico occidental, y generalmente hablaban dialectos francos (alemán), fueron conocidos como sajones en la cancillería húngara. Durante la mayor parte de su historia, estos alemanes gozaron de una condición privilegiada con respecto a los húngaros y los székely de Transilvania. 
La población de los sajones de Transilvania ha descendido desde la Segunda Guerra Mundial. A pesar de la emigración en masa —principalmente a Alemania— todavía componen una minoría notable en Hungría y Rumania. El proceso de emigración continuó durante el régimen comunista en Rumania, e incluso en la caída del régimen de Ceausescu en 1989, cuando aproximadamente medio millón huyeron a su tierra ancestral en Alemania.

## Asentamientos medievales

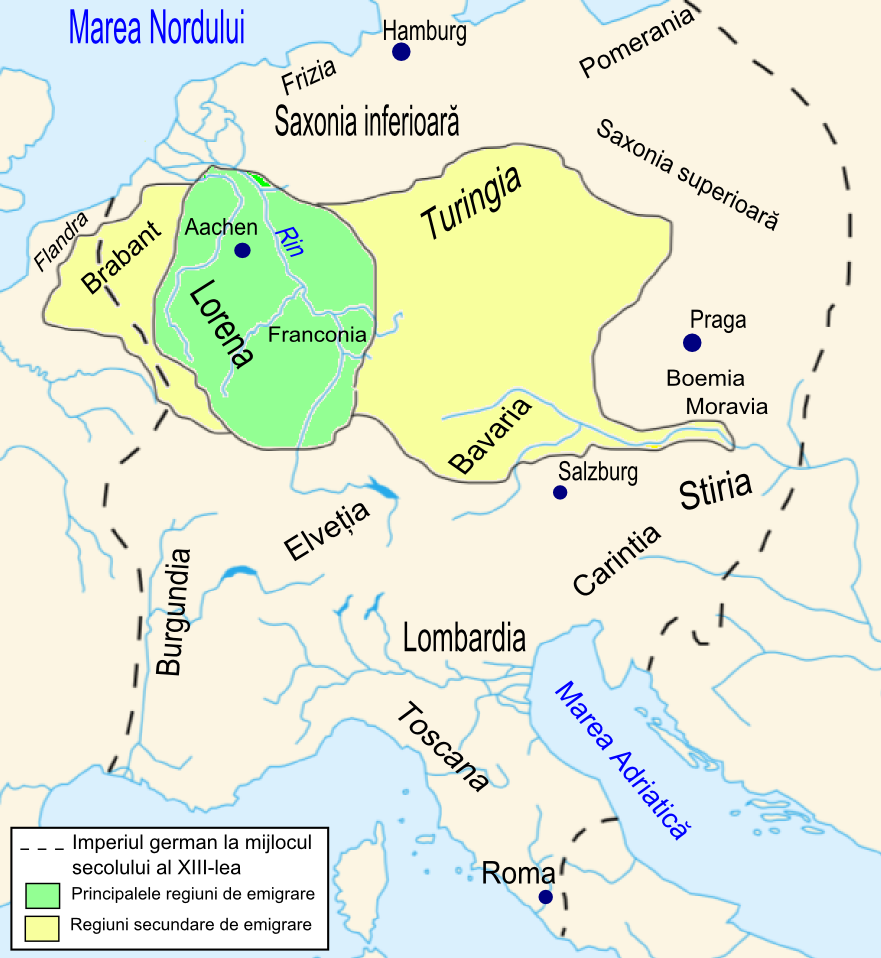
En verde, principal área de origen de los colonos. En amarillo, regiones secundarias de origen.

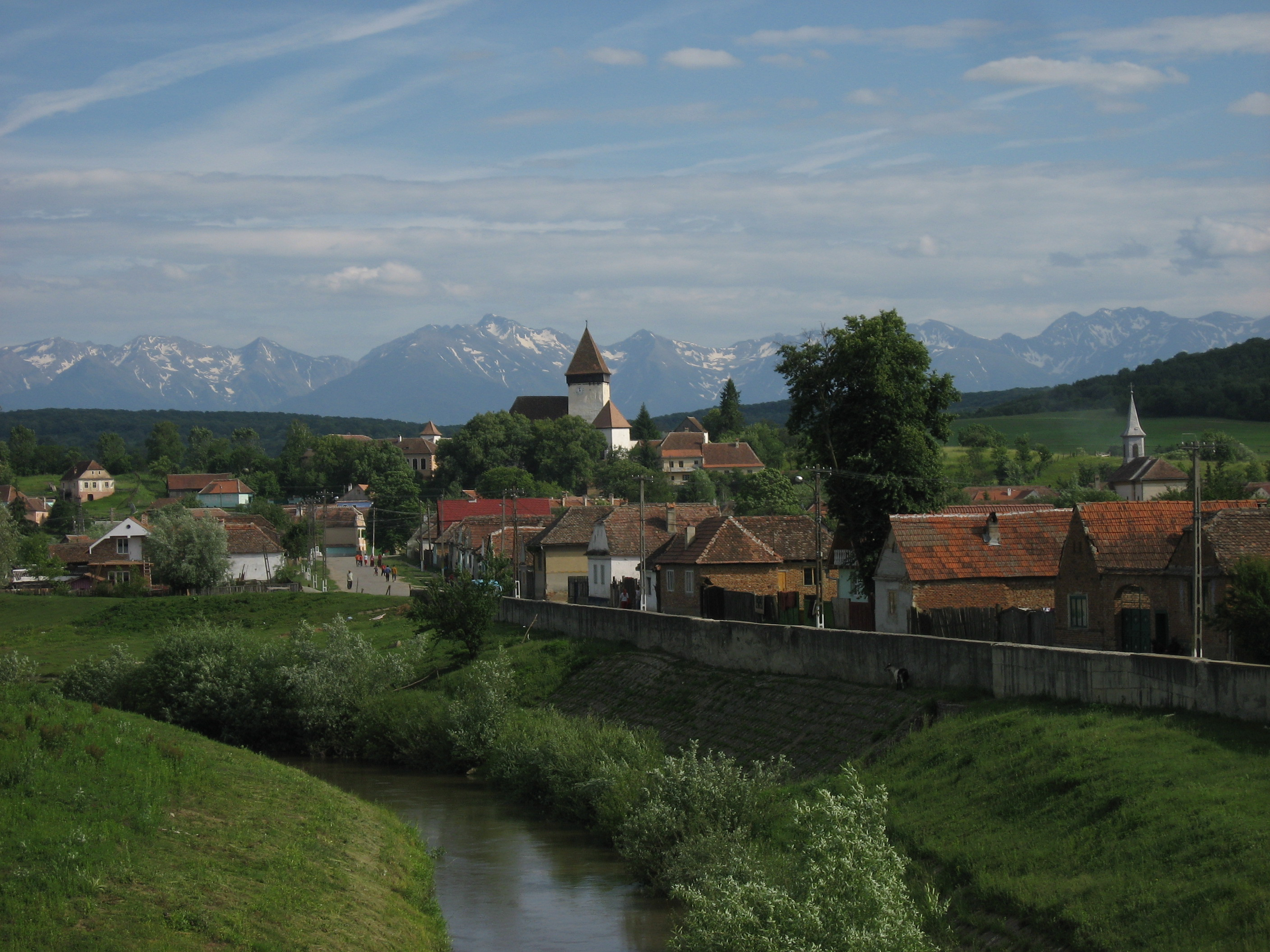
Hosman - un pueblo sajón típico y su iglesia fortificada.

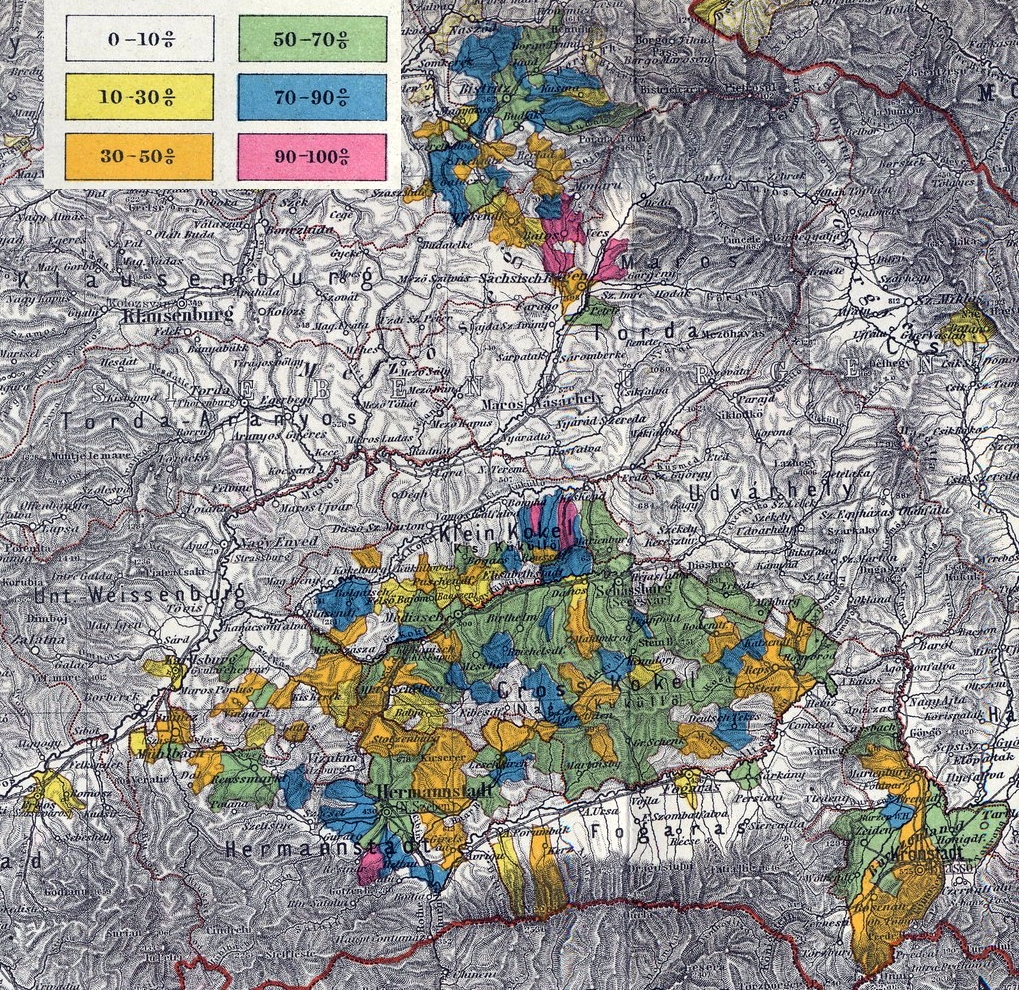
Asentamientos sajones en Transilvania.

La fase inicial de los asentamientos germánicos en Transilvania tuvo lugar a mediados del siglo XII con la llegada de colonos que se instalaron en lo que sería conocido como Altland o Hermannstadt Provinz (provincia de Sibiu, distrito de Sibiu), situada en torno a la ciudad de Hermannstadt (Sibiu). Aunque la principal razón que llevó al rey Géza II de Hungría a invitar a los colonos germánicos a poblar la zona fue ayudar a los szeklérs a defender la frontera oriental de su reino contra los invasores, también se requerían sus habilidades mineras para desarrollar la economía de la región. La mayoría de los colonos llegados durante esta época procedían de Luxemburgo y de la región en torno al río Mosela.
La segunda fase de la colonización germánica se inició a principios del siglo XIII, con colonos procedentes en su mayoría de la cuenca del río Rin, el sur de los actuales Países Bajos y la zona del Mosela, junto con otros llegados de Turingia, Baviera e incluso de Francia. Uno de los principales asentamientos se encontraba alrededor de la ciudad de Nösen, posteriormente rebautizada como Bistritz (Bistriţa), en el nordeste de Transilvania a orillas del río Bistrita. La zona circundante sería conocida como Nösnerland. La llegada de nuevos colonos procedentes de los territorios del Sacro Imperio Romano Germánico extendió los asentamientos sajones hacia el este y el sur. Desde la región de Hermannstadt, los colonos se expandieron al valle del río Hârtibaciu (Harbachtal) hasta los montes Cibin (Zibin) y de Sebeş (Mühlbacher). Esta región, centrada en la ciudad de Mühlbach (Sebeş), fue conocida como Unterwald. Al norte de Hermannstadt se desarrolló Weinland en las proximidades de la ciudad de Mediasch (Mediaș).
En el año 1211 el rey Andrés II de Hungría invitó a los Caballeros Teutónicos a su reino para que se asentaran y defendieran el Burzenland en la esquina sudoriental de Transilvania, controlando los pasos montañosos de los Cárpatos y evitando las incursiones de los cumanos. Los caballeros construyeron numerosos castillos y ciudades, incluyendo la gran ciudad de Kronstadt (Braşov). La colonización de la región de Burzenland corrió a cargo sobre todo de colonos transilvanos del Altland. Sin embargo, alarmado por el creciente poder de los caballeros, Andrés II expulsó en el año 1225 a la Orden Teutónica de su reino. Los caballeros se reasentaron en sus dominios en torno al mar Báltico, aunque los colonos germánicos permanecieron en el Burzenland.
De esta forma, la frontera oriental del reino medieval de Hungría estaba protegida al nordeste por los sajones de Nösnerland, al este por los szeklers, al sudeste por los castillos y fortalezas construidos por los Caballeros Teutónicos y los sajones del Burzenland y al sur por los sajones del Altland.

## Organización medieval

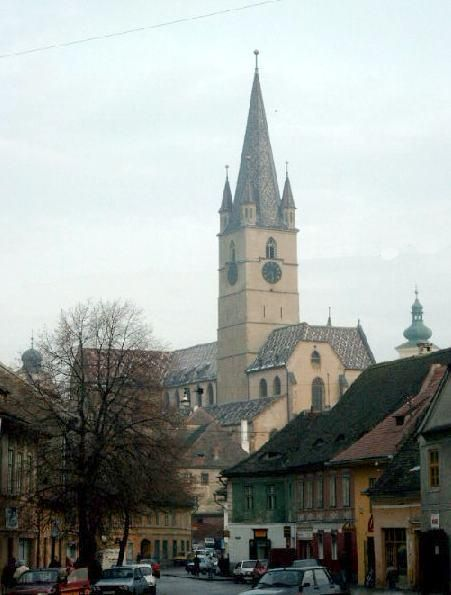
La catedral luterana de Sibiu (Hermannstadt).

### Organización jurídica
Aunque los Caballeros Teutónicos habían abandonado Transilvania, los colonos sajones permanecieron y el rey Andrés II les permitió conservar los derechos y obligaciones establecidos en el Diploma Andreanum (Acta de Andrés; Goldener Freibrief der Siebenbürger Sachsen, La Bula de Oro de las Siete Ciudades Sajonas) de 1224. Este documento otorgaba a la población germánica del territorio situado entre Draas (Drăuşeni) y Broos (Orăştie) autonomía administrativa y religiosa junto con obligaciones hacia el rey de Hungría. El territorio colonizado por los sajones abarcaba una zona de alrededor de 30 000 km². Durante el reinado del rey Carlos I de Hungría (probablemente hacia 1325-1329), los sajones estaban organizados en los llamados Asientos Sajones, con representación en la Dieta de Transilvania.

### Organizaciones religiosas

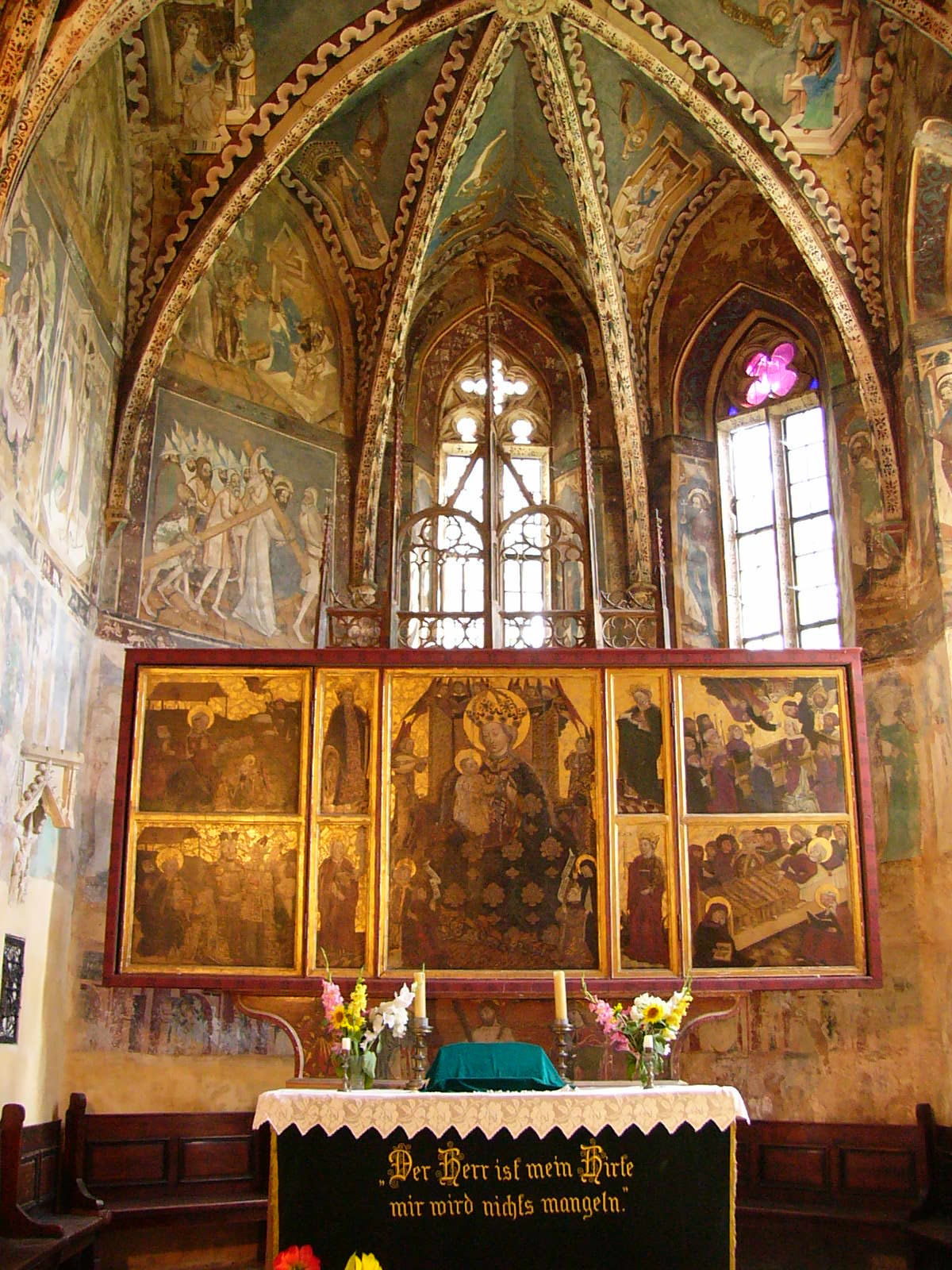
Frescos góticos del en la iglesia fortificada de Mălâncrav.

Junto a la Orden Teutónica había otras organizaciones religiosas importantes que contribuyeron al desarrollo de las comunidades germánicas como las abadías cistercienses de Igrisch (Igriş) en la región del Banato y el monasterio de Cârţa en Fogarasch (Făgăraş). La ciudad de Biertan fue la sede del Obispo Luterano Evangélico de Transilvania entre 1572 y 1867.
La primera representación religiosa de los sajones transilvanos fue el Prevoste de Hermannstad, establecido el 20 de diciembre de 1191 y que en sus primeros años abarcaba los territorios de Hermannstadt, Leschkirch (Nocrich) y Groß-Schenk (Cincu), las primeras zonas colonizadas por los sajones.

## Fortificación de las ciudades
La invasión de los mongoles hacia 1241-1242 devastó gran parte del reino de Hungría. Aunque los sajones se esforzaron por resistir a los invasores, muchos de sus asentamientos resultaron destruidos. Tras la retirada de los mongoles, muchas ciudades transilvanas comenzaron a fortificarse con castillos de piedra al mismo tiempo se fomentaba el desarrollo económico. Muchas ciudades estaban defendidas por las Kirchenburgen, iglesias fortificadas con enormes muros. La rápida expansión económica y demográfica de las ciudades sajonas llevó a que Transilvania recibiera en alemán el nombre de Siebenbürgen o en latín Septem Castra (Las Siete Ciudades), refiriéndose a siete de las ciudades fortificadas.
- Bistritz (Bistriţa, Beszterce)
- Hermannstadt (Sibiu, Nagyszeben)

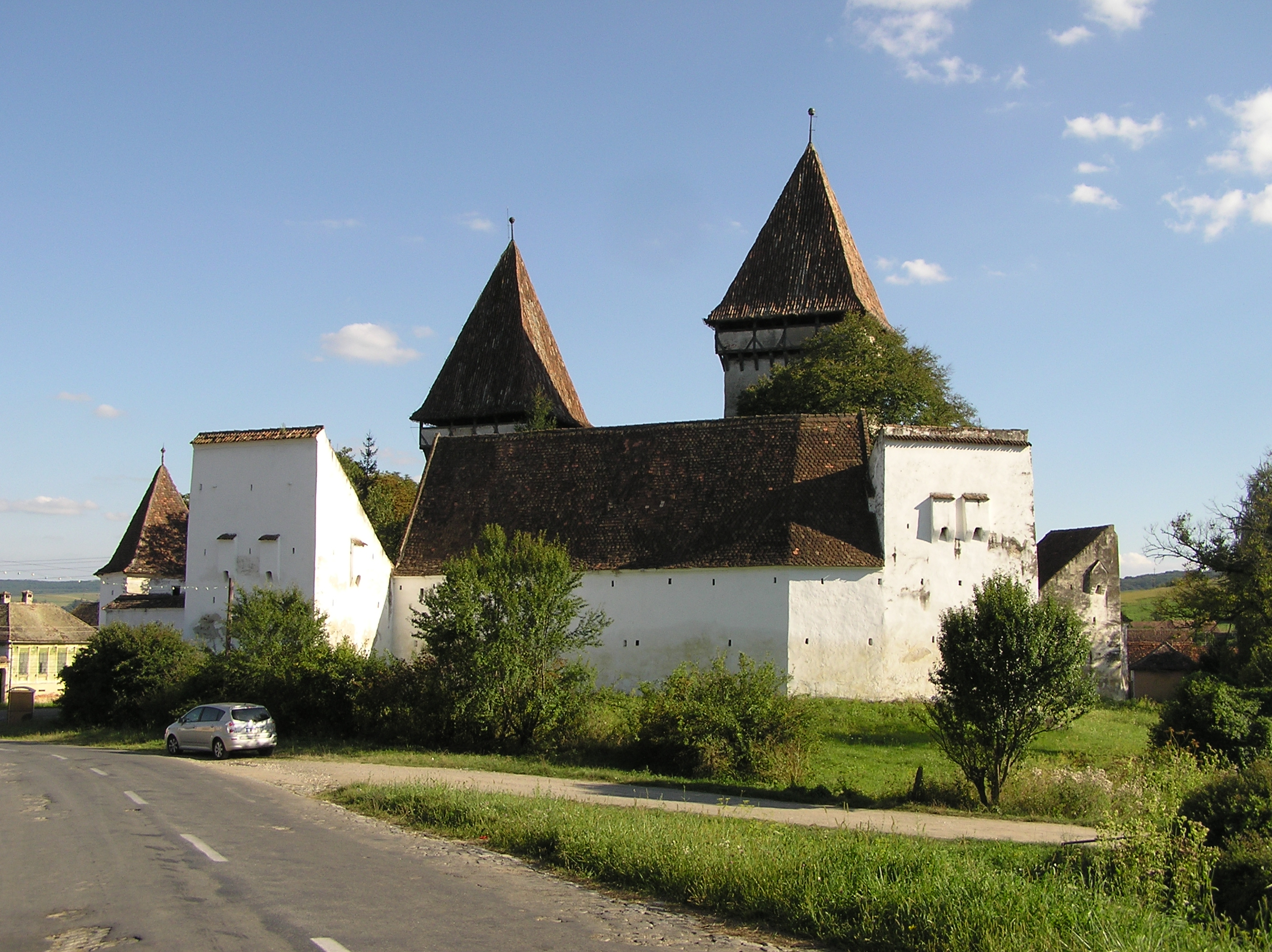
Iglesia fortificada sajona en Dealu Frumos.

- Klausenburg (Cluj-Napoca, Kolozsvár)
- Kronstadt (Braşov, Brassó)
- Mediasch (Mediaş, Medgyes)
- Mühlbach (Sebeş, Szászsebes)
- Schässburg (Sighişoara, Segesvár)

## Clase privilegiada
Junto a los húngaros (que constituían la mayoría de la nobleza transilvana) y szeklers, los sajones de Transilvania eran miembro de la Unio Trium Nationum o Unión de las Tres Naciones, creada en 1438. Este acuerdo preservaba los derechos y privilegios políticos de estos tres pueblos, al mismo tiempo que excluía del poder político a los rumanos (en esta época conocidos como valacos), que conformaban la mayor parte del campesinado.  
Durante la Reforma Protestante, la mayoría de los sajones transilvanos se convirtieron al luteranismo. Como el Principado de Transilvania (el cual había surgido después de la ocupación turca en 1541 de parte del reino húngaro tras la derrota de la batalla de Mohács en 1526) era uno de los Estados más tolerantes en el ámbito religioso de la época, se permitió a los luteranos practicar su religión, puesto que el propio Príncipe Juan Segismundo Szapolyai era de confesión unitaria. De esta forma, en 1568 se sancionó el Edicto de Turda, que permitía la práctica de las diferentes confesiones religiosas protestantes y la católica.
Por otra parte, la dinastía de los Habsburgo fomentó el catolicismo durante el período de la Contrarreforma, pero la mayoría de los sajones mantuvo sus creencias luteranas, así como los sucesivos Príncipes húngaros de Transilvania quienes en repetidas ocasiones inclusive hasta expulsaron a los jesuitas, como lo hizo Segismundo Rákóczi alrededor de 1607.
La guerra entre la dinastía de los Habsburgo y Hungría contra el Imperio otomano entre los siglos XVI y XVIII redujo la población de los sajones transilvanos. Cuando el Principado de Transilvania pasó al control del Sacro Imperio Romano Germánico en 1690, comenzó una tercera fase de colonización germánica que revitalizó las poblaciones sajonas. Entre estos nuevos colonos llegaron protestantes exiliados de la Alta Austria (Los Landler transilvanos), que se asentaron cerca de Hermannstadt. Los colonos germánicos a menudo ocupaban puestos en la administración y el ejército, especialmente durante las guerras contra los turcos otomanos. La ciudad sajona de Hermannstadt (actualmente Sibiu) se convirtió en un importante centro cultural en Transilvania, mientras que Kronstadt (actualmente Brasov), se convirtió en el centro político de los sajones.

## Pérdida de privilegios
El emperador José II intentó revocar el Unio Trium Nationum a finales del siglo XVIII. Su decisión se basaba en la situación de desigualdad política en Transilvania y al excesivo poder de los sajones. Aunque finalmente renunció a sus planes, muchos sajones comenzaron a considerarse como una minoría opuesta a los nacionalistas húngaros y rumanos. Aunque constituían un grupo próspero e influyente, ya no constituían la clase dominante. 
Durante las Revoluciones de 1848, los sajones apoyaron a los rumanos en su propósito de adquirir igualdad política junto a los demás pueblos transilvanos. Por otra parte, los húngaros defendían la unificación completa de Transilvania con el resto de Hungría. Stephan Ludwig Roth, un pastor protestante que lideró el apoyo sajón a los nacionalistas rumanos, fue ejecutado por radicales húngaros durante la revolución.
Aunque el intento revolucionario de los húngaros de adquirir mayor control sobre Transilvania fue bloqueado por los ejércitos austriacos y rusos en 1849, el compromiso Austro-Húngaro de 1867 no fue positivo para los derechos políticos de los sajones transilvanos. Durante el período del Imperio de Austria-Hungría, los húngaros introdujeron una política de magiarización para sofocar el auge del nacionalismo entre los demás pueblos del reino de Hungría.
Al final de la Primera Guerra Mundial y la desaparición del Imperio de Austria-Hungría, muchos sajones apoyaron la unificación de Transilvania con el reino de Rumania. Se les habían prometido autonomía y derechos, pero estas garantías no se cumplieron y muchos terratenientes sajones perdieron sus tierras y privilegios.

## Segunda Guerra Mundial y postguerra
Durante la Segunda Guerra Mundial muchos sajones desilusionados con la política del reino de Rumania se aliaron con los nazis y los movimientos rumanos de extrema derecha contra la Unión Soviética. Debido a la presión del gobierno de Adolf Hitler, Rumanía tuvo que ceder gran parte de Transilvania a Hungría.

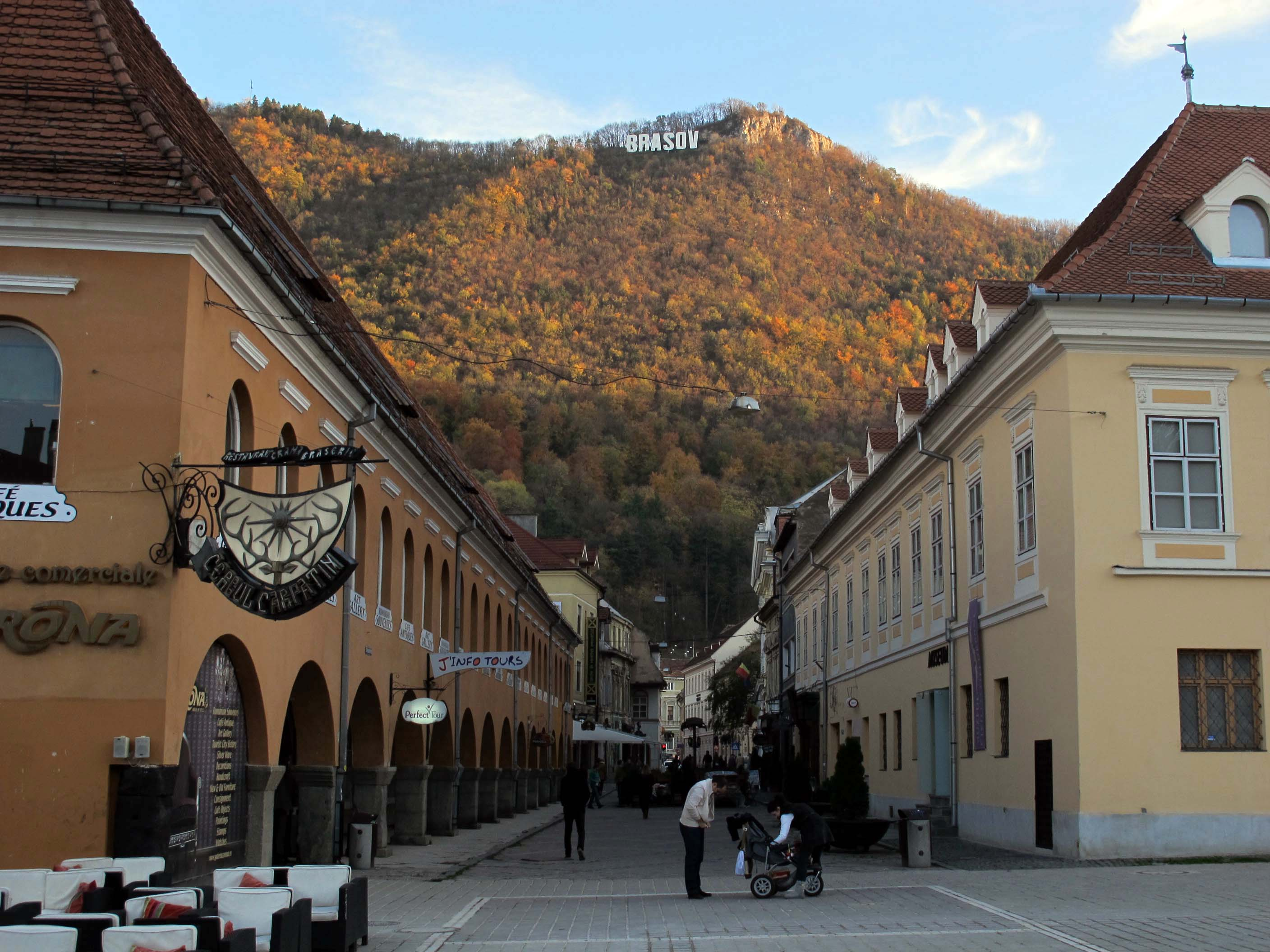
Brașov (Kronstadt), uno de los centros más importantes de sajones transilvanos. En la imagen, la calle Apollonia Hirscher, de indudable influencia germana.

Cuando Rumania firmó la paz con los soviéticos en 1944, los militares alemanes comenzaron a evacuar a los sajones de Transilvania; esta operación afectó sobre todo a los sajones de Nösnerland. Alrededor de 100 000 sajones huyeron ante el avance del ejército soviético, pero el nuevo gobierno rumano no fomentó la expulsión de alemanes como otros países de Europa Central y Oriental tras el fin de la guerra. Sin embargo, se estima que más de 80 000 sajones transilvanos fueron arrestados por el ejército soviético y enviados a campos de trabajo en Siberia acusados de haber cooperado con los nazis. Los sajones transilvanos que permanecieron fueron perseguidos por el gobierno comunista de Rumania y perdieron gran parte de sus derechos políticos como minoría. 
Debido a que eran considerados Auslandsdeutsche (alemanes extranjeros o étnicos) por el gobierno de Alemania, los sajones transilvanos tenían derecho a la ciudadanía alemana. De esta forma muchos sajones transilvanos decidieron emigrar a Alemania, especialmente tras la caída del régimen comunista rumano en 1989 y están representados por el Landsmannschaft der Siebenbürger Sachsen in Deutschland. Debido a esta emigración la población de sajones transilvanos ha descendido de forma abrupta. Los sajones que han permanecido en Rumania tienen representación política a través del Foro Democrático de los Alemanes de Rumania.
Klaus Iohannis, quinto presidente de Rumanía, fue alcalde de la ciudad de Sibiu (Hermannstadt), en 2000, representando al Foro Democrático de los Alemanes en Rumania. Aunque la población alemana de la anteriormente germanófona Sibiu ha disminuido a una pequeña minoría, Iohannis obtuvo una sorprendente victoria y fue reelegido en 2004, 2008 y 2012. Iohannis se acredita de convertir su ciudad en uno de los destinos turísticos más populares de Rumania, y la ciudad fue declarada capital Europea de la Cultura en 2007.

## Estadísticas demográficas
Desde 1930 el censo se refiere a todos los grupos germanófonos de Rumania, aparte de los sajones de Transilvania, que constituyen el grupo más numeroso.
- 1880: 211 748
- 1890: 217 640
- 1900: 233 019
- 1910: 234 085
- 1930: 745 421
- 1956: 384 708
- 1977: 359 109
- 1992: 119 462
- 2002: 60 088